# Canthidium violaceipenne
Canthidium violaceipenne är en skalbaggsart som beskrevs av Blanchard 1846. Canthidium violaceipenne ingår i släktet Canthidium och familjen bladhorningar. Inga underarter finns listade.